# 76/40 Mod. 1916 R.M.
Il Cannone da 76/40 fu un cannone italiano, utilizzato principalmente nella prima guerra mondiale ed anche nella seconda guerra mondiale. Fu uno dei principali calibri minori dell'artiglieria italiana, diffuso prevalentemente a supporto delle unità navali leggere.

## Storia

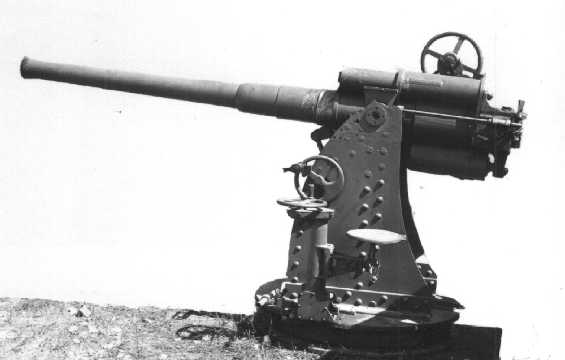
Un 76/40 A.1917 in installazione antiaerea terrestre.

Il pezzo deriva dal cannone Armstrong QF 12 pounder 12 cwt, Armstrong da 76/40 Mod. 1897 secondo la nomenclatura italiana, prodotto in Italia dallo stabilimento Armstrong di Pozzuoli e su licenzada Ansaldo e Vickers-Terni ed impiegato dalla Regia Marina come pezzo antinave imbarcato sulla maggior parte del suo naviglio sottile dagli anni dieci fino alla seconda guerra mondiale. Equipaggiò dalle navi da battaglia classe Caio Duilio agli incrociatori corazzati della fortunata classe "Giuseppe Garibaldi"; agli incrociatori classe Pisa e San Giorgio fino ai dragamine ed al naviglio minore. Durante la Grande Guerra vennero sviluppati vari affusti antiaerei che furono installati anche su pianali ferroviari che garantivano, insieme alle mitragliatrici Colt-Browning M1895, la difesa antiaerea ai treni armati della Regia Marina. Su pontoni armati operati da personale sia del Regio Esercito che della Regia Marina, fu impiegato nella difesa di Venezia.
Dal 1933 venne destinato alle opere fisse di difesa antiaerea del territorio nazionale, nelle batterie dal Regio Esercito e soprattutto della MDICAT, e delle coste ed infrastrutture portuali nelle batterie della MILMART. Nel 1935, vista la buona quantità di armi disponibili derivata dalla radiazione di molte unità risalenti alla Grande Guerra o ancor più vecchie, si decise di riutilizzarne le canne installandole su un nuovo affusto antiaereo di costruzione Breda. Alcuni di questi cannoni furono anche utilizzati nelle opere del Vallo Alpino. Allo scoppio della seconda guerra mondiale risulta ancora in servizio sia sulle unità di seconda linea della marina che, in 492 bocche da fuoco, con le batterie antiearee territoriali.
Il cannone, vista la carenza dei moderni 75/46 C.A. Mod. 1934 e 90/53 Mod. 1939, rimase in servizio nelle batterie fisse, insieme ai pezzi da 76/45 Mod. 1911, 75/27 C.K. e 75/27 A.V., per tutta la seconda guerra mondiale.
La maggior parte di questi cannoni era progettata per svolgere una funzione antiaerea o antinave. Nonostante la sua grande diffusione, le capacità operative di questo cannone non erano delle migliori, soprattutto in funzione antiaerea, data la sua relativamente ridotta gittata massima.
Fratello minore fu il cannone da 76/30 Armstrong Mod. 1915, versione più moderna progettata sempre dalla Armstrong per specifico impiego antiaereo su unità minori, installato su quattro diversi affusti (1915, 1916, 1916 modificato e 1917), venne utilizzato sui cacciatorpediniere classe Rosolino Pilo e La Masa, sui sommergibili classe F, W e Pacinotti, su rimorchiatori, dragamine  pontoni e in postazione fissa in patria e nelle colonie e soprattutto per armare gli autocannoni da 76/30 R.M.
Il cannone da 76/30 si caratterizzava per avere l'otturatore a cuneo a scorrimento orizzontale (invece dell'otturatore a vitone) e la disposizione degli organi elastici con due recuperatori a molla posti sopra la canna ed un freno di rinculo idraulico posto sotto (la stessa disposizione verrà ripresa dai successivi modelli 1916,1917 e 1918 del 76/40).

## Tecnica
La canna, in acciaio, con l'otturatore a vitone tronco-conico, pesa 660 kg e scorre su una culla a manicotto con un singolo freno-recuperatore posto inferiormente nel più vecchio modello 1897, mentre nei più recenti modelli 1916, 1917 e 1918 ha due recuperatori a molla posti superiormente ed un freno di rinculo idraulico posto inferiormente. Nelle armi modificate nel 1935 per l'installazione sul nuovo affusto Breda un singolo freno di rinculo idraulico è posto inferiormente alla canna, mentre un singolo recuperatore a molla è posto sopra. Gli affusti variano a seconda dell'impiego:
- Mod. 1897 (già "tipo Garibaldi"): affusto a piedistallo da coperta; elevazione +20°/-10°.[6]
- Mod. 1897 (già "tipo Regina Elena"): affusto a tripode per batterie eventuali (cioè smontabili); elevazione +20°/-10°.
- Mod. 1897/1910 (già "tipo C.T."): affusto a piedistallo da coperta e da batteria costiera; elevazione +20°/-10°.
- Mod. 1897/1912 (tipo terrestre): affusto antiaereo a piedistallo per installazioni a terra; elevazione +75°/-0°.
- Mod. 1897/1912 (tipo navale): affusto antiaereo a piedistallo da coperta; elevazione +75°/-10°[6]
- Mod. 1916: affusto navale a piedistallo c.a.; peso completo dell'installazione: 1790 kg; elevazione: +65°/-10°.
- Mod. 1917: affusto antiaereo a piattaforma per installazione navale e terrestre; elevazione: +75°/-10°.[6]
- Mod. s.p.1918: affusto antiaereo a piattaforma per sommergibili; elevazione: +75°/-10°.[6]
- Modif. 1935: affusto antiaereo a piedistallo Breda per impiego terrestre; elevazione: +81°/-6°.[11]

Il pezzo richiedeva 7 serventi, che potevano garantire una cadenza di tiro da 12 a 15 colpi al minuto. Il brandeggio, sia sul 76/40 che sul 76/45, era unicamente manuale: questo limitava le prestazioni dell'arma in quanto non permetteva l'asservimento alla Centrale di tiro Mod. 1937 "Gala" di cui erano munite le batterie, per cui i dati di tiro dovevano essere comunicati dal tavolo previsore ai singoli pezzi via telefono, compromettendo la rapidità e la precisione del tiro.
Il munizionamento, a cartoccio proietto, era basato sulla Granata da 76/40 c.a., in acciaio, pesante 6,016 kg e caricata a tritolo, con spoletta ad accenditore pirico. Lo Shrapnel da 76/40, pesante 6,82 kg, utilizzata nel tiro antinave, venne dismessa prima della guerra.

## Autocannone da 76/30 R.M.
Il cannone da 76/30 Armstrong Mod. 1915,  realizzato per la Regia Marina nel 1915, fu impiegato anche per l'allestimento di autocannoni basati su autocarri Fiat 18 BLR con l'installazione dell'arma sull'affusto mod. 1917. Durante la guerra furono costituite due batterie, seguite da una terza negli anni '20, per un totale di 14 pezzi. Gli stessi cannoni, durante la seconda guerra mondiale furono reimpiegati dalla Regia Marina per armare gli autocannoni, equipaggiati dalla Milizia Marittima di Artiglieria (MILMART) della MVSN e destinati ad aumentare il volume di fuoco disponibile per le Divisioni del Regio Esercito. Durante la seconda guerra mondiale, le officine libiche installarono gli stessi 14 pezzi prima sui nuovi autocarri pesanti Lancia Ro, poi, nel 1942, sul più potente Fiat 634N. La 13ª e la 14ª Batteria ebbero cinque autocannoni Lancia ciascuno, la 16ª quattro. Quest'ultima batteria venne aggregata alla 16ª Divisione fanteria "Pistoia", mentre la 14ª fu assegnata alla 60ª Divisione fanteria "Sabratha". Sei autocannoni furono invece allestiti sullo scafo del Fiat 634, assegnati fino alla fine delle operazioni in Tunisia alla 131ª Divisione corazzata "Centauro".